# Айрена (Міссурі)
Айрена (англ. Irena) — селище (англ. village) в США, в окрузі Ворт штату Міссурі. Населення — 14 осіб (2020).

## Географія
Айрена розташована за координатами 40°32′25″ пн. ш. 94°23′24″ зх. д. / 40.54028° пн. ш. 94.39000° зх. д. (40.540255, -94.389875).  За даними Бюро перепису населення США в 2010 році селище мало площу 2,28 км², уся площа — суходіл.

## Демографія
Згідно з переписом 2010 року, у селищі мешкало 18 осіб у 7 домогосподарствах у складі 5 родин. Густота населення становила 8 осіб/км².  Було 8 помешкань (4/км²).
Расовий склад населення:
| - 100,0 % — білих |

До двох чи більше рас належало 0,0 %. Частка іспаномовних становила 0,0 % від усіх жителів.
За віковим діапазоном населення розподілялося таким чином: 22,2 % — особи молодші 18 років, 55,6 % — особи у віці 18—64 років, 22,2 % — особи у віці 65 років та старші. Медіана віку мешканця становила 48,0 року. На 100 осіб жіночої статі у селищі припадало 80,0 чоловіків;  на 100 жінок у віці від 18 років та старших — 133,3 чоловіків також старших 18 років.
Середній дохід на одне домашнє господарство  становив 137 450 доларів США (медіана — 121 250), а середній дохід на одну сім'ю — 137 450 доларів (медіана — 121 250). 
Цивільне працевлаштоване населення становило 16 осіб. Основні галузі зайнятості: будівництво — 50,0 %, виробництво — 18,8 %, освіта, охорона здоров'я та соціальна допомога — 18,8 %.